# نوفوفورونيج

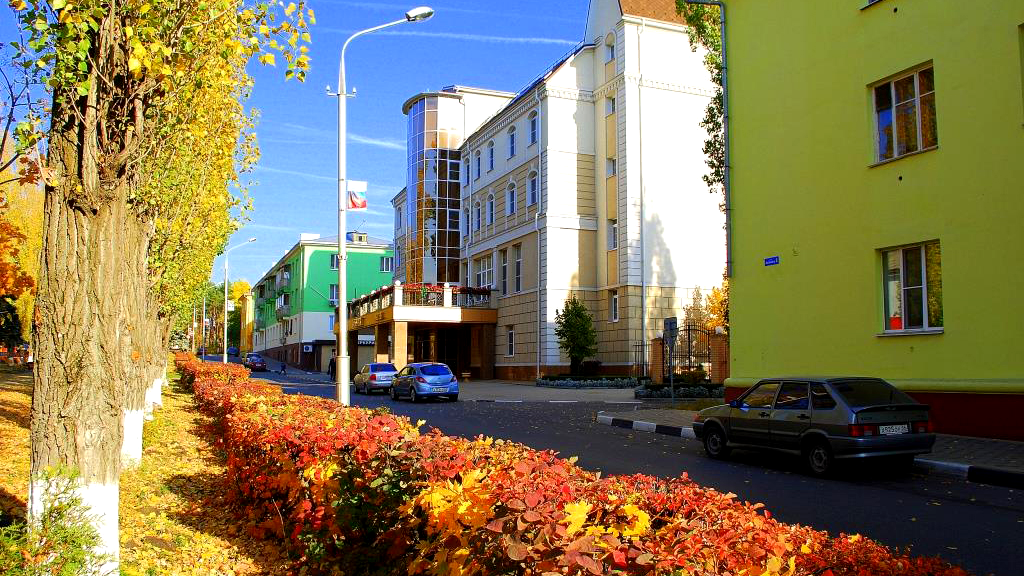
نوفوفورونيج

نوفوفورونيج (بالروسية: Нововоронеж) هي إحدى مدن روسيا في الكيان الفدرالي الروسي فورونيج أوبلاست.
يبلغ عدد سكانها حوالي 31502 نسمة (2016) . تقع على مسافة 38 كم جنوب مدنية فورونيج

## أعلام
- أوليغ سامسونوف
- فاديم جيراسيموف